# Совместная объединённая оперативная группа — Операция «Непоколебимая решимость»

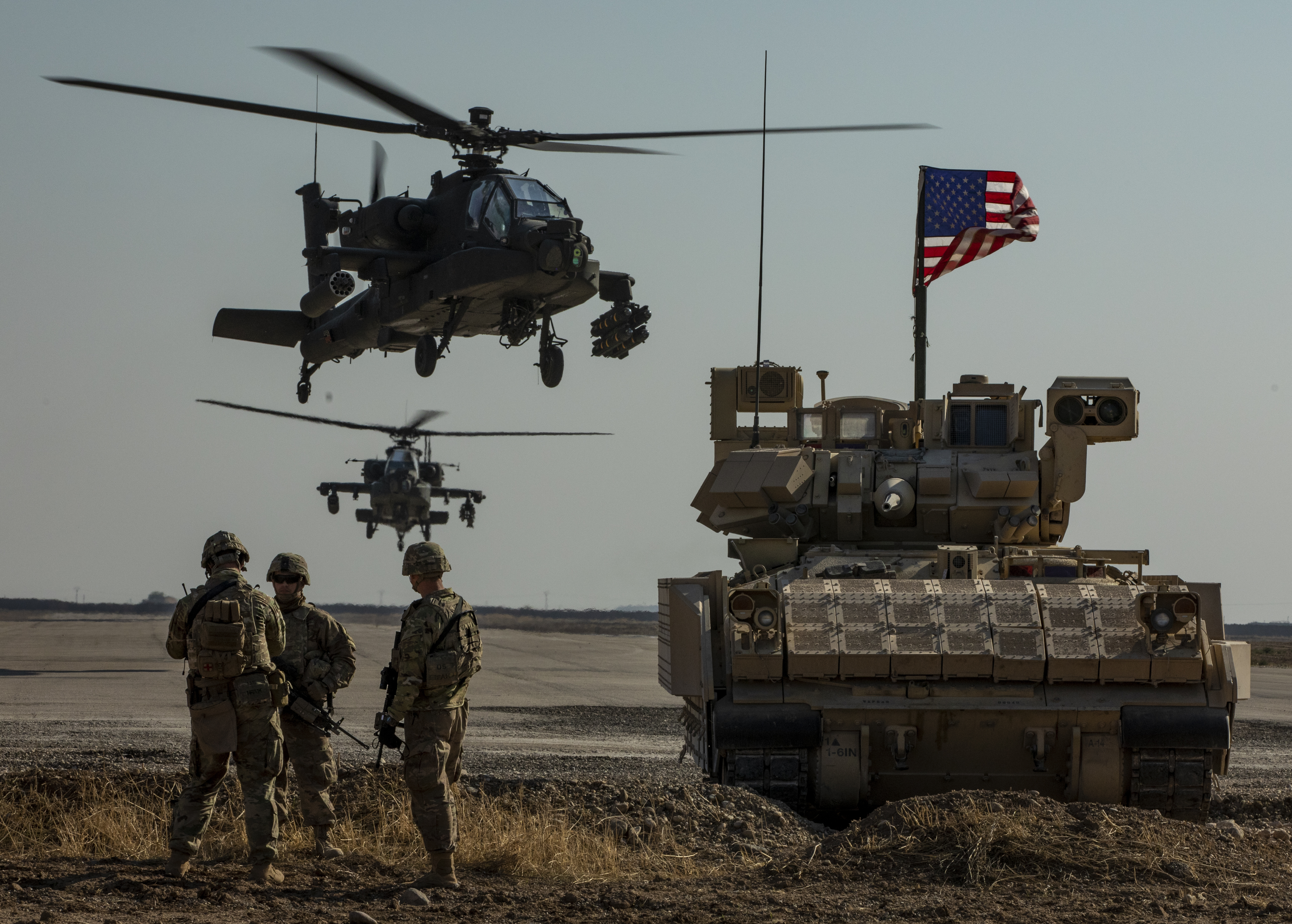
Бойцы на М2 Брэдли и вертолёты Апач 1-й бронетанковой дивизии в подчинении Центкома ВС США в северо-восточной Сирии осуществляют поддержку Совместной объединённой оперативной группы — Операция «Непоколебимая решимость». 22 ноября 2020

Совместная объединённая оперативная группа — Операция «Непоколебимая решимость» (англ. Combined Joint Task Force – Operation Inherent Resolve (CJTF–OIR)) — координационный орган (объединённая оперативная группа), созданный международной коалицией по борьбе с ИГ, включающей в себя более 30 стран мира во главе с США.

## История
СООГ-ОНР создана Центральным командованием ВС США для координации усилий в войне против ИГ летом 2014 года. Первая конференция в рамках группы была проведена в первую неделю декабря 2014 года. За шесть лет активной деятельности в рамках операции прошли подготовку более 12 тысяч иракских военнослужащих, 28 иракских бригад получили снаряжение для борьбы с ИГ, 4 миллиона жителей были избавлены от правления террористических боевиков во главе с халифом аль-Багдади, более 55 тысяч км² было освобождено только на территории Ирака. Также было обнаружено более 45 тысяч целей, уничтоженных в ходе авиаударов самолётов антитеррористической коалиции.

### Мирные жертвы
В апреле 2019 года международная неправительственная организация Amnesty International сообщила, что за четыре месяца боёв за Эр-Ракку погибло около 1600 гражданских. Правительство США приводит другие цифры: по неподтверждённым данным жертвами американских ударов стал 1291 человек.

## Руководство
На сентябрь 2019 года во главе оперативной группы находится генерал-лейтенант армии США Роберт Уайт. У него два заместителя — британский генерал-майор Джеральд Стриклэнд, который отвечает за стратегическое планирование и генерал-майор ВВС США Алекс Гринкевич, занимающийся разведкой.
В январе 2020 года Роберт Уайт сделал официальное заявление через Twitter, где подчеркнул, что приоритетной задачей коалиции остаётся борьба с ИГ. К августу 2020 года число боевиков, принесших присягу террористическому Халифату сократилось до 10 000 человек.

### Командующие войсками
| №  | Имя (годы жизни)                   | Портрет | Звание            | Род войск | Срок полномочий | Срок полномочий |
| №  | Имя (годы жизни)                   | Портрет | Звание            | Род войск | Вступил         | Покинул         |
| -- | ---------------------------------- | ------- | ----------------- | --------- | --------------- | --------------- |
| 1  | Джеймс Терри 1957 года рождения    |         | Генерал-лейтенант | Армия США | лето 2014       | лето 2015       |
| 2  | Шон МакФарленд 1959 года рождения  |         | Генерал-лейтенант | Армия США | лето 2015       | лето 2016       |
| 3  | Стивен Таунсенд 1959 года рождения |         | Генерал-лейтенант | Армия США | лето 2016       | лето 2017       |
| 4  | Пол Фанк II 1962 года рождения     |         | Генерал-лейтенант | Армия США | лето 2017       | лето 2018       |
| 5  | Пол Ла-Камера 1963 года рождения   |         | Генерал-лейтенант | Армия США | лето 2018       | лето 2019       |
| 6  | Роберт Уайт 1963 года рождения     |         | Генерал-лейтенант | Армия США | лето 2019       | лето 2020       |
| 7  | Пол Калверт                        |         | Генерал-лейтенант | Армия США | лето 2020       | лето 2021       |
| 8  | Джон Бреннан                       |         | Генерал-майор     | Армия США | лето 2021       | лето 2022       |
| 9  | Мэтью МакФарлан                    |         | Генерал-майор     | Армия США | лето 2022       | лето 2023       |
| 10 | Джоэл Воуэлл                       |         | Генерал-майор     | Армия США | лето 2023       | лето 2024       |
| 11 | Кевин Лихи                         |         | Генерал-майор     | Армия США | лето 2024       | лето 2025       |
| 12 | Кевин Ламберт                      |         | Бригадный генерал | Армия США | лето 2025       |                 |

### Спецпредставители президента США
| № | Имя (годы жизни)                  | Портрет | Звание          | Род войск                       | Срок полномочий | Срок полномочий |
| № | Имя (годы жизни)                  | Портрет | Звание          | Род войск                       | Вступил         | Покинул         |
| - | --------------------------------- | ------- | --------------- | ------------------------------- | --------------- | --------------- |
| 1 | Джон Аллен 1953 года рождения     |         | Генерал         | Корпус морской пехоты США       | осень 2014      | осень 2015      |
| 2 | Бретт Макгурк 1973 года рождения  |         | дипломат        | Государственный департамент США | осень 2015      | весна 2019      |
| 3 | Джеймс Джеффри 1946 года рождения |         | дипломат        | Государственный департамент США | весна 2019      | осень 2020      |
| 4 | Нэйтан Сэйлз 1970 года рождения   |         | юрист           | Государственный департамент США | осень 2020      | весна 2021      |
| 5 | Джон Кёрби 1963 года рождения     |         | адмирал         | Министерство обороны США        | весна 2021      | весна 2025      |
| 6 | Стив Уиткофф 1957 года рождения   |         | предприниматель |                                 | весна 2025      | -               |